# Parijs-Nice 2007
De 65ste editie van Parijs-Nice werd gehouden van 11 tot en met 18 maart 2007 in Frankrijk. Zoals elk jaar startte de ronde in de omgeving van Parijs - in Issy-les-Moulineaux om precies te zijn - waarna het wielerpeloton richting de Côte d'Azur trok. De eindstreep ligt in Nice, waar ook de laatste etappe verreden wordt.
Het eindklassement werd gewonnen door Alberto Contador, die pas op de laatste dag de trui overnam van Davide Rebellin. Naast de eindzege won de Spanjaard ook twee etappes.

## Ruzie tussen UCI en ASO
De weken voor de start van Parijs-Nice was er ruzie tussen de Internationale Wielerunie (UCI) en de Amaury Sport Organisation (ASO). De ASO was het niet met de verdeling van wild-cards. Zij vonden dat er maar 18 ploegen zeker mochten zijn van deelname, in plaats van 20. Hierdoor vielen de ploegen Astana en Unibet.com buiten de boot.
De UCI was het daar niet mee eens en kreeg ruzie met de ASO. Het conflict liep uit de hand en de UCI riep zelfs alle UCI ProTour-ploegen op Parijs-Nice te boycotten. Daarop ontstond er verdeeldheid, zeker toen de ASO bekendmaakte dat wie niet startte in Parijs-Nice, de Ronde van Frankrijk ook wel kon vergeten. Na veel beraad kwamen de twee er eindelijk uit.
Unibet.com was echter uitgesloten van deelname. De ploeg had al vaker problemen gehad, door een Franse gokwet die reclame van dit soort gokbedrijven verbiedt. Unibet.com stelde voor om dan maar met vraagtekens op de shirts te rijden, maar dat vond de ASO niet voldoende. Daarop stapte Unibet.com naar de rechter om haar gelijk te halen, maar die zaak werd verloren.

## Deelnemende ploegen
| - Ag2r Prévoyance - Agritubel (wild-card) - Astana (wild-card) - Bouygues Télécom - Caisse d'Epargne - Cofidis, Le Crédit par Téléphone - Crédit Agricole - Discovery Channel Pro Cycling Team - Euskaltel - Euskadi - La Française des Jeux | - Gerolsteiner - Lampre - Fondital - Liquigas - Predictor - Lotto - Quickstep - Innergetic - Rabobank - Saunier Duval - Prodir - T-Mobile Team - Team CSC - Team Milram |

## Etappe-overzicht
| etappe  | datum    | start               | finish              | afstand | winnaar            | klassementsleider |
| ------- | -------- | ------------------- | ------------------- | ------- | ------------------ | ----------------- |
| Proloog | 11 maart | Issy-les-Moulineaux | Issy-les-Moulineaux | 4,7 km  | David Millar       | David Millar      |
| 1e      | 12 maart | Cloyes-sur-le-Loir  | Buzançais           | 186 km  | Jean-Patrick Nazon | David Millar      |
| 2e      | 13 maart | Vatan               | Limoges             | 177 km  | Franco Pellizotti  | Franco Pellizotti |
| 3e      | 14 maart | Limoges             | Maurs               | 215 km  | Aleksandr Kolobnev | Franco Pellizotti |
| 4e      | 15 maart | Maurs               | Mende               | 171 km  | Alberto Contador   | Davide Rebellin   |
| 5e      | 16 maart | Sorgues             | Manosque            | 178 km  | Jaroslav Popovytsj | Davide Rebellin   |
| 6e      | 17 maart | Brignoles           | Cannes              | 193 km  | Luis León Sánchez  | Davide Rebellin   |
| 7e      | 18 maart | Nice                | Nice                | 129 km  | Alberto Contador   | Alberto Contador  |

## Proloog
Traditiegetrouw begon Parijs-Nice met een proloog. Deze vond net als in de voorgaande jaren plaats in Issy-les-Moulineaux en was 4,7 kilometer lang. De Britse tijdrijder David Millar won met één seconde voorsprong van de Tsjech Roman Kreuziger.
| Uitslag Etappe | Uitslag Etappe    | Uitslag Etappe      | Uitslag Etappe |
| Rang           | Renner            | Nationaliteit       | Tijd           |
| -------------- | ----------------- | ------------------- | -------------- |
| 1              | David Millar      | Verenigd Koninkrijk | 6'01"          |
| 2              | Roman Kreuziger   | Tsjechië            | + 0' 01"       |
| 3              | Sébastien Joly    | Frankrijk           | + 0' 02"       |
| 4              | Luis León Sánchez | Spanje              | z.t.           |
| 5              | Alberto Contador  | Spanje              | z.t.           |
| 6              | Levi Leipheimer   | Verenigde Staten    | + 0' 03"       |
| 7              | Francisco Ventoso | Spanje              | + 0' 04"       |
| 8              | Remmert Wielinga  | Nederland           | z.t.           |
| 9              | Thomas Lövkvist   | Zweden              | z.t.           |
| 10             | Joost Posthuma    | Nederland           | + 0' 05"       |

| Tussenstand algemeen klassement | Tussenstand algemeen klassement | Tussenstand algemeen klassement | Tussenstand algemeen klassement |
| rang                            | renner                          | land                            | tijd                            |
| ------------------------------- | ------------------------------- | ------------------------------- | ------------------------------- |
| 1                               | David Millar                    | Verenigd Koninkrijk             | 6'01"                           |
| 2                               | Roman Kreuziger                 | Tsjechië                        | + 0' 01"                        |
| 3                               | Sébastien Joly                  | Frankrijk                       | + 0' 02"                        |
| 4                               | Luis León Sánchez               | Spanje                          | z.t.                            |
| 5                               | Alberto Contador                | Spanje                          | z.t.                            |
| 6                               | Levi Leipheimer                 | Verenigde Staten                | + 0' 03"                        |
| 7                               | Francisco Ventoso               | Spanje                          | + 0' 04"                        |
| 8                               | Remmert Wielinga                | Nederland                       | z.t.                            |
| 9                               | Thomas Lövkvist                 | Zweden                          | z.t.                            |
| 10                              | Joost Posthuma                  | Nederland                       | + 0' 05"                        |

## Etappe 1
De eerste etappe ging van Cloyes-sur-le-Loir naar Buzançais over een lengte van 186 kilometer. Het was een vlakke rit.
Het werd een etappe die zoals verwacht na een lange ontsnapping uitmondde in een massasprint. Door een chaotische laatste kilometer met een bocht op 400 meter van het einde, konden sprinters als Tom Boonen niet vooraan mee te sprinten, waardoor Jean-Patrick Nazon de winst wist te pakken.
| Uitslag Etappe | Uitslag Etappe     | Uitslag Etappe | Uitslag Etappe |
| Rang           | Renner             | Nationaliteit  | Tijd           |
| -------------- | ------------------ | -------------- | -------------- |
| 1              | Jean-Patrick Nazon | Frankrijk      | 4u29'39"       |
| 2              | Sebastian Siedler  | Duitsland      | z.t.           |
| 3              | Mathew Hayman      | Australië      | z.t.           |
| 4              | Daniele Bennati    | Italië         | z.t.           |
| 5              | Vicente Reynés     | Spanje         | z.t.           |
| 6              | Igor Astarloa      | Spanje         | z.t.           |
| 7              | Murilo Fischer     | Brazilië       | z.t.           |
| 8              | Tom Boonen         | België         | z.t.           |
| 9              | Gennadi Michajlov  | Rusland        | z.t.           |
| 10             | Jérôme Pineau      | Frankrijk      | z.t.           |

| Tussenstand algemeen klassement | Tussenstand algemeen klassement | Tussenstand algemeen klassement | Tussenstand algemeen klassement |
| rang                            | renner                          | land                            | tijd                            |
| ------------------------------- | ------------------------------- | ------------------------------- | ------------------------------- |
| 1                               | David Millar                    | Verenigd Koninkrijk             | 4u35'40"                        |
| 2                               | Roman Kreuziger                 | Tsjechië                        | + 0' 01"                        |
| 3                               | Luis León Sánchez               | Spanje                          | + 0' 02"                        |
| 4                               | Alberto Contador                | Spanje                          | z.t.                            |
| 5                               | Sébastien Joly                  | Frankrijk                       | z.t.                            |
| 6                               | Levi Leipheimer                 | Verenigde Staten                | + 0' 03"                        |
| 7                               | Francisco Ventoso               | Spanje                          | + 0' 04"                        |
| 8                               | Thomas Lövkvist                 | Zweden                          | z.t.                            |
| 9                               | Remmert Wielinga                | Nederland                       | z.t.                            |
| 10                              | Joost Posthuma                  | Nederland                       | + 0' 05"                        |

## Etappe 2
Net als de 1e etappe was ook de tweede etappe overwegend vlak. Het parcours had een lengte van 177 kilometer, met start in Vatan en finish in Limoges.
De lange ontsnapping met Stéphane Augé, Philippe Gilbert, Thomas Voeckler en Murilo Fischer strandde op 750 m van de aankomst. Franco Pellizotti won met kleine voorsprong op de spurtende voorwacht van het peloton. De spurt om de tweede plek werd daar gewonnen door Daniele Bennati. Met zijn overwinning nam Pellizotti ook het leiderstricot over van David Millar.
| Uitslag Etappe | Uitslag Etappe    | Uitslag Etappe | Uitslag Etappe |
| Rang           | Renner            | Nationaliteit  | Tijd           |
| -------------- | ----------------- | -------------- | -------------- |
| 1              | Franco Pellizotti | Italië         | 3u57'36"       |
| 2              | Daniele Bennati   | Italië         | + 0' 02"       |
| 3              | Luca Paolini      | Italië         | z.t.           |
| 4              | William Bonnet    | Frankrijk      | z.t.           |
| 5              | Joaquim Rodríguez | Spanje         | z.t.           |
| 6              | Tomas Vaitkus     | Litouwen       | z.t.           |
| 7              | Davide Rebellin   | Italië         | z.t.           |
| 8              | Jérôme Pineau     | Frankrijk      | z.t.           |
| 9              | Patrick Calcagni  | Zwitserland    | z.t.           |
| 10             | Thomas Voeckler   | Frankrijk      | z.t.           |

| Tussenstand algemeen klassement | Tussenstand algemeen klassement | Tussenstand algemeen klassement | Tussenstand algemeen klassement |
| rang                            | renner                          | land                            | tijd                            |
| ------------------------------- | ------------------------------- | ------------------------------- | ------------------------------- |
| 1                               | Franco Pellizotti               | Italië                          | 8u33'12"                        |
| 2                               | David Millar                    | Verenigd Koninkrijk             | + 0' 06"                        |
| 3                               | Daniele Bennati                 | Italië                          | z.t.                            |
| 4                               | Roman Kreuziger                 | Tsjechië                        | + 0' 07"                        |
| 5                               | Sébastien Joly                  | Frankrijk                       | + 0' 08"                        |
| 6                               | Luis León Sánchez               | Spanje                          | z.t.                            |
| 7                               | Francisco Ventoso               | Spanje                          | + 0' 10"                        |
| 8                               | Thomas Voeckler                 | Frankrijk                       | + 0' 11"                        |
| 9                               | Davide Rebellin                 | Italië                          | + 0' 13"                        |
| 10                              | Jérôme Pineau                   | Frankrijk                       | + 0' 14"                        |

## Etappe 3
De derde etappe was de langste etappe van deze Parijs-Nice. Er werd gestart in Limoges, waar na zo'n vijf uur koers de eindstreep lag in Maurs, ruim 215 kilometer verder. Deze etappe was opnieuw een vlakke rit.
De etappe werd gekleurd door een ontsnapping van vier renners: Fabio Baldato, Aleksandr Kolobnev, Heinrich Haussler en Nicolas Vogondy. Op 10 kilometer van de streep demarreerde Kolobnev uit de kopgroep. Het zag ernaar uit dat de Rus teruggepakt zou worden, maar Kolobnev hield stand en won zo de etappe. Boonen won de sprint om de tweede plaats en maakte daarbij vreemd genoeg een zegegebaar.
| Uitslag Etappe | Uitslag Etappe     | Uitslag Etappe | Uitslag Etappe |
| Rang           | Renner             | Nationaliteit  | Tijd           |
| -------------- | ------------------ | -------------- | -------------- |
| 1              | Aleksandr Kolobnev | Rusland        | 4u59'35"       |
| 2              | Tom Boonen         | België         | + 0' 12"       |
| 3              | Daniele Bennati    | Italië         | z.t.           |
| 4              | Mathew Hayman      | Australië      | z.t.           |
| 5              | Jean-Patrick Nazon | Frankrijk      | z.t.           |
| 6              | Luca Paolini       | Italië         | z.t.           |
| 7              | Mirco Lorenzetto   | Italië         | z.t.           |
| 8              | Mikel Gaztañaga    | Spanje         | z.t.           |
| 9              | Josep Jufré Pou    | Spanje         | z.t.           |
| 10             | Romain Feillu      | Frankrijk      | z.t.           |

| Tussenstand algemeen klassement | Tussenstand algemeen klassement | Tussenstand algemeen klassement | Tussenstand algemeen klassement |
| rang                            | renner                          | land                            | tijd                            |
| ------------------------------- | ------------------------------- | ------------------------------- | ------------------------------- |
| 1                               | Franco Pellizotti               | Italië                          | 13u32'59"                       |
| 2                               | Daniele Bennati                 | Italië                          | + 0' 02"                        |
| 3                               | David Millar                    | Verenigd Koninkrijk             | + 0' 06"                        |
| 4                               | Roman Kreuziger                 | Tsjechië                        | + 0' 07"                        |
| 5                               | Sébastien Joly                  | Frankrijk                       | + 0' 08"                        |
| 6                               | Luis León Sánchez               | Spanje                          | z.t.                            |
| 7                               | Francisco Ventoso               | Spanje                          | + 0' 10"                        |
| 8                               | Thomas Voeckler                 | Frankrijk                       | + 0' 11"                        |
| 9                               | Joost Posthuma                  | Nederland                       | z.t.                            |
| 10                              | Murilo Fischer                  | Brazilië                        | + 0' 13"                        |

## Etappe 4
Op de vijfde dag van Parijs-Nice rijdt het peloton van Maurs naar Mende in een rit van ongeveer 170 kilometer. Na een glooiend begin ligt de finish op de Côte de la Croix Neuve , een beklimming van de eerste categorie.
De etappe werd gewonnen door Alberto Contador. De Spanjaard van de Discovery Channel-ploeg had op de finish net genoeg voorsprong over voor de dagzege. Davide Rebellin werd tweede en nam de leiderstrui over.
| Uitslag Etappe | Uitslag Etappe     | Uitslag Etappe   | Uitslag Etappe |
| Rang           | Renner             | Nationaliteit    | Tijd           |
| -------------- | ------------------ | ---------------- | -------------- |
| 1              | Alberto Contador   | Spanje           | 4u07'26"       |
| 2              | Davide Rebellin    | Italië           | + 0' 02"       |
| 3              | David López García | Spanje           | + 0' 12"       |
| 4              | Cadel Evans        | Australië        | z.t.           |
| 5              | Tadej Valjavec     | Slovenië         | + 0' 17"       |
| 6              | Fränk Schleck      | Luxemburg        | + 0' 28"       |
| 7              | Sébastien Joly     | Frankrijk        | + 0' 33"       |
| 8              | Levi Leipheimer    | Verenigde Staten | z.t.           |
| 9              | Thomas Lövkvist    | Zweden           | z.t.           |
| 10             | Franco Pellizotti  | Italië           | + 0' 40"       |

| Tussenstand algemeen klassement | Tussenstand algemeen klassement | Tussenstand algemeen klassement | Tussenstand algemeen klassement |
| rang                            | renner                          | land                            | tijd                            |
| ------------------------------- | ------------------------------- | ------------------------------- | ------------------------------- |
| 1                               | Davide Rebellin                 | Italië                          | 17u40'34"                       |
| 2                               | Alberto Contador                | Spanje                          | + 0' 06"                        |
| 3                               | Tadej Valjavec                  | Slovenië                        | + 0' 23"                        |
| 4                               | Franco Pellizotti               | Italië                          | + 0' 31"                        |
| 5                               | Sébastien Joly                  | Frankrijk                       | + 0' 32"                        |
| 6                               | Cadel Evans                     | Australië                       | + 0' 35"                        |
| 7                               | David Millar                    | Verenigd Koninkrijk             | + 0' 42"                        |
| 8                               | Fränk Schleck                   | Luxemburg                       | z.t.                            |
| 9                               | David López García              | Spanje                          | + 0' 43"                        |
| 10                              | Samuel Sánchez                  | Spanje                          | + 0' 46"                        |

## Etappe 5
De start van deze etappe lag in Sorgues, de finish in Manosque. Tussen die twee steden moest het peloton 178 kilometer afleggen, met onderweg drie bergen waarvan de Col de Murs op papier de zwaarste was.
De etappe stond in het teken van een ontsnapping met onder anderen Koos Moerenhout, Johan Vansummeren, David Zabriskie en Jaroslav Popovytsj. Laatstgenoemde ging er op zo'n 35 kilometer van de streep vandoor en wist het peloton voor te blijven.
| Uitslag Etappe | Uitslag Etappe     | Uitslag Etappe | Uitslag Etappe |
| Rang           | Renner             | Nationaliteit  | Tijd           |
| -------------- | ------------------ | -------------- | -------------- |
| 1              | Jaroslav Popovytsj | Oekraïne       | 4u11'51"       |
| 2              | Francisco Ventoso  | Spanje         | + 0' 14"       |
| 3              | Samuel Dumoulin    | Frankrijk      | z.t.           |
| 4              | David López García | Spanje         | z.t.           |
| 5              | Jérôme Pineau      | Frankrijk      | z.t.           |
| 6              | Samuel Sánchez     | Spanje         | z.t.           |
| 7              | Franco Pellizotti  | Italië         | z.t.           |
| 8              | Davide Rebellin    | Italië         | z.t.           |
| 9              | Joaquim Rodríguez  | Spanje         | z.t.           |
| 10             | Tadej Valjavec     | Slovenië       | z.t.           |

| Tussenstand algemeen klassement | Tussenstand algemeen klassement | Tussenstand algemeen klassement | Tussenstand algemeen klassement |
| rang                            | renner                          | land                            | tijd                            |
| ------------------------------- | ------------------------------- | ------------------------------- | ------------------------------- |
| 1                               | Davide Rebellin                 | Italië                          | 21u51'39"                       |
| 2                               | Alberto Contador                | Spanje                          | + 0' 06"                        |
| 3                               | Tadej Valjavec                  | Slovenië                        | + 0' 23"                        |
| 4                               | Franco Pellizotti               | Italië                          | + 0' 31"                        |
| 5                               | Sébastien Joly                  | Frankrijk                       | + 0' 32"                        |
| 6                               | Cadel Evans                     | Australië                       | + 0' 35"                        |
| 7                               | David Millar                    | Verenigd Koninkrijk             | + 0' 42"                        |
| 8                               | Fränk Schleck                   | Luxemburg                       | z.t.                            |
| 9                               | David López García              | Spanje                          | + 0' 43"                        |
| 10                              | Samuel Sánchez                  | Spanje                          | + 0' 46"                        |

## Etappe 6
In de zesde etappe moet het peloton 200 kilometer afleggen in een etappe die start in Brignoles en eindigt in Cannes. Onderweg komt het peloton veel beklimmingen tegen, van zowel de 3e, 2e als de 1e categorie. De finish ligt ongeveer 20 kilometer verwijderd van de top van de laatste beklimming, de Col du Tanneron.
De etappe werd gewonnen door Luis León Sánchez, die solo over de meet kwam in Cannes. Hij ontsnapte op ongeveer 10 kilometer uit een groepje met Sylvain Chavanel, Alberto Contador en David López García. Die werden nog teruggepakt door een grote groep achtervolgers, maar Sanchez bleef voorop en won. Veertien seconden daarna werd Mirco Lorenzetto tweede, hoewel hij dacht gewonnen te hebben.
| Uitslag Etappe | Uitslag Etappe        | Uitslag Etappe | Uitslag Etappe |
| Rang           | Renner                | Nationaliteit  | Tijd           |
| -------------- | --------------------- | -------------- | -------------- |
| 1              | Luis León Sánchez     | Spanje         | 4u46'32"       |
| 2              | Mirco Lorenzetto      | Italië         | + 0' 28"       |
| 3              | Jérôme Pineau         | Frankrijk      | z.t.           |
| 4              | Franco Pellizotti     | Italië         | z.t.           |
| 5              | Samuel Dumoulin       | Frankrijk      | z.t.           |
| 6              | Aleksandr Botsjarov   | Rusland        | z.t.           |
| 7              | Maksim Iglinski       | Kazachstan     | z.t.           |
| 8              | Samuel Sánchez        | Spanje         | z.t.           |
| 9              | Davide Rebellin       | Italië         | z.t.           |
| 10             | Jurgen Van den Broeck | België         | z.t.           |

| Tussenstand algemeen klassement | Tussenstand algemeen klassement | Tussenstand algemeen klassement | Tussenstand algemeen klassement |
| rang                            | renner                          | land                            | tijd                            |
| ------------------------------- | ------------------------------- | ------------------------------- | ------------------------------- |
| 1                               | Davide Rebellin                 | Italië                          | 17u40'34"                       |
| 2                               | Alberto Contador                | Spanje                          | + 0' 06"                        |
| 3                               | Luis León Sánchez               | Spanje                          | + 0' 16"                        |
| 4                               | Tadej Valjavec                  | Slovenië                        | + 0' 23"                        |
| 5                               | Franco Pellizotti               | Italië                          | + 0' 31"                        |
| 6                               | Sébastien Joly                  | Frankrijk                       | + 0' 32"                        |
| 7                               | Cadel Evans                     | Australië                       | + 0' 35"                        |
| 8                               | David Millar                    | Verenigd Koninkrijk             | + 0' 42"                        |
| 9                               | Fränk Schleck                   | Luxemburg                       | z.t.                            |
| 10                              | Jérôme Pineau                   | Frankrijk                       | z.t.                            |

## Etappe 7
De zevende en laatste etappe begon en eindigde zoals ieder jaar in Nice. Het peloton moest 129,5 kilometer afleggen, waarna werd gefinisht op de Promenade des Anglais. Onderweg waren er nog enkele obstakels obstakels; de Côte de Duranus (cat. 2), de Col de la Porte, La Turbie (cat. 1) en de Col d'Eze (cat. 1). De top van de Col d'Eze lag op 15 kilometer van de streep en bleek uiteindelijk beslissend, zowel voor de rit als voor het eindklassement.
Alberto Contador muisde ervandoor op de Col d'Eze en bleef het peloton voor. Naast de dag- pakte Contador zo ook de eindzege.
| Rang | Renner              | Nationaliteit | Tijd       |
| ---- | ------------------- | ------------- | ---------- |
| 1    | Alberto Contador    | Spanje        | 3u 15' 47" |
| 2    | David López García  | Spanje        | op 19"     |
| 3    | Joaquim Rodríguez   | Spanje        | z.t.       |
| 4    | Samuel Sánchez      | Spanje        | 22"        |
| 5    | Aleksandr Botsjarov | Rusland       | z.t.       |
| 6    | Franco Pellizotti   | Italië        | z.t.       |
| 7    | Tadej Valjavec      | Slovenië      | z.t.       |
| 8    | Davide Rebellin     | Italië        | z.t.       |
| 9    | Fränk Schleck       | Luxemburg     | z.t.       |
| 10   | Luis León Sánchez   | Spanje        | z.t.       |

## Algemeen klassement
| Rang | Renner             | Nationaliteit | Tijd      |
| ---- | ------------------ | ------------- | --------- |
| 1    | Alberto Contador   | Spanje        | 26u55'22" |
| 2    | Davide Rebellin    | Italië        | + 0' 26"  |
| 3    | Luis León Sánchez  | Spanje        | + 0' 42"  |
| 4    | Tadej Valjavec     | Slovenië      | + 0' 49"  |
| 5    | Franco Pellizotti  | Italië        | + 0' 57"  |
| 6    | David López García | Spanje        | + 1' 00"  |
| 7    | Cadel Evans        | Australië     | + 1' 01"  |
| 8    | Fränk Schleck      | Luxemburg     | + 1' 08"  |
| 9    | Samuel Sánchez     | Spanje        | + 1' 12"  |
| 10   | Joaquim Rodríguez  | Spanje        | + 1' 22"  |

## Puntenklassement
| Rang | Renner             | Nationaliteit | Punten |
| ---- | ------------------ | ------------- | ------ |
| 1    | Franco Pellizotti  | Italië        | 90     |
| 2    | Jérôme Pineau      | Frankrijk     | 81     |
| 3    | Davide Rebellin    | Italië        | 80     |
| 4    | Alberto Contador   | Spanje        | 74     |
| 5    | Samuel Sánchez     | Spanje        | 66     |
| 6    | David López García | Spanje        | 60     |
| 7    | Luis León Sánchez  | Spanje        | 59     |
| 8    | Tadej Valjavec     | Slovenië      | 51     |
| 9    | Sébastien Joly     | Frankrijk     | 51     |
| 10   | Joaquim Rodríguez  | Spanje        | 48     |

1933 · 1934 · 1935 · 1936 · 1937 · 1938 · 1939 · 1940-1945 · 1946 · 1947-1950 · 1951 · 1952 · 1953 · 1954 · 1955 · 1956 · 1957 · 1958 · 1959 · 1960 · 1961 · 1962 · 1963 · 1964 · 1965 · 1966 · 1967 · 1968 · 1969 · 1970 · 1971 · 1972 · 1973 · 1974 · 1975 · 1976 · 1977 · 1978 · 1979 · 1980 · 1981 · 1982 · 1983 · 1984 · 1985 · 1986 · 1987 · 1988 · 1989 · 1990 · 1991 · 1992 · 1993 · 1994 · 1995 · 1996 · 1997 · 1998 · 1999 · 2000 · 2001 · 2002 · 2003 · 2004 · 2005 · 2006 · 2007 · 2008 · 2009 · 2010 · 2011 · 2012 · 2013 · 2014 · 2015 · 2016 · 2017 · 2018 · 2019 · 2020 · 2021 · 2022 · 2023 · 2024 · 2025
 Parijs-Nice · 
 Tirreno-Adriatico · 
 Milaan-San Remo · 
 Ronde van Vlaanderen · 
 Ronde van het Baskenland · 
 Gent-Wevelgem · 
 Parijs-Roubaix · 
 Amstel Gold Race · 
 Waalse Pijl · 
 Luik-Bastenaken-Luik · 
 Ronde van Romandië · 
 Ronde van Italië · 
 Ronde van Catalonië · 
 Critérium du Dauphiné Libéré · 
 Ronde van Zwitserland · 
 Ploegentijdrit Eindhoven · 
 Ronde van Frankrijk · 
 Clásica San Sebastián · 
 Ronde van Duitsland · 
 Vattenfall Cyclassics · 
  ENECO Tour · 
 GP Ouest France-Plouay · 
 Ronde van Spanje · 
 Ronde van Polen · 
 Kampioenschap van Zürich · 
 Parijs-Tours · 
 Ronde van Lombardije